# منظمة الصحة البيئية
تحالف الصحة البيئية (ه.ح.ج) منظمة تأسست عام 1980 من قبل ديان تاكفوريان وطوني بيتينا حيث تضم عاملين من 19 فردًا آخر. هدفهم هو العمل لتحقيق العدالة البيئية والاجتماعية في سان دييغو، كاليفورنيا. وعملهم يتعلق بشكل رئيسي بالمجتمعات ذات الدخل المنخفض والمجتمعات الملونة في سان دييغو. كما أنها تعمل على التأثير على السياسة العامة محليا ووطنيا. إنهم يعتقدون أنه من خلال العمل بشكل وثيق مع المجتمعات المحلية، سيكونون قادرين على المساعدة في التخفيف من الكميات الزائدة من التلوث والمخاطر البيئية الأخرى مثل تلوث الهواء الخطير (ح.أ.ع.ق)، أو مرافق التخلص من النفايات السامة، أو مواقع الصندوق الزائد. إن أحد أهدافهم الرئيسية هو منع الظلم البيئي في سان دييغو، واستخدام هذا العمل للتأثير على قضايا العدالة البيئية الوطنية. وبيان مهمتهم على النحو التالي:

«إن تحالف الصحة البيئية مكرس لتحقيق العدالة البيئية والاجتماعية. إنا نعتقد أن العدالة تتحقق من خلال تمكين المجتمعات من العمل معا لإحداث التغيير الاجتماعي. وننظم وننادي بحماية الصحة العامة والبيئة المهددة بالتلوث السام. تدعم ه.ح.ج الجهود الواسعة التي تخلق مجتمعًا عادلًا وتعزز نوعية حياة صحية ومستدامة». ”

## تاريخ المنظمة
تأسس تحالف الصحة البيئية في عام1980 تحت اسم التحالف ضد قالب:السرطان . كان التركيز الأولي لشركة (ه.ح.ج)على تنظيف مواقع النفايات السامة مثل نفايات الشارع الثامنه والثلاثون والفا. في عام 1983، أطلقوا مشروع السموم المنزلية الذي يركز على تحديد وإزالة السموم الضارة في المنازل في مساكن سان دييجو المحلية. وايضاً في عام 1986، شاركت (ه.ح.ج) في رعاية مؤتمر سموم قالب:تيجوانا، وفي نفس العام أطلقت حملات الأحياء الخالية من السامة وخليج نظيفة. وفي عام 1994 أطلقت المنظمة (ه.ح.ج) هذا المصطلح الاسباني (اس أي ال تي أي) والتي تعني قادة الصحة البيئية الذين يتخذون إجراءات، والتي تهدف إلى تدريب السكان المحليين على الصحة البيئية والعدالة. في عام 1996، احتجت (ه.ح.ج)على إسكان حاملات الطائرات قالب:النووية في خليج قالب:سان دييغو. وايضاً في عام 2000 عملت على صياغة قانون المسؤوليات العسكرية وفي عام 2002 شكلوا الشركة التابعة لـ تيجوانا. تم حظر شاحنات الديزل الملوثة في شوارع باريو لوغان عام 2005، وسنة 2006 عملوا مع الدولة لحظر الحلوى التي كان لها آثار غير صحية على الرصاص فيها. ويتلوها سنة 2010، حيث حصلت المنظمة على الخطة المحددة لمدينة ويست سايد الوطنية، كما أشرفت على أموال تحفيز الطاقة التي ستوجه إلى سكان سان دييجو ذوي الدخل المنخفض. ديان تاكفوريان هي أحد مؤسسي شركة (ه.ح.ج). وهي مديرة تنفيذية منذ عام 1982 وحاصلة على درجة الماجستير في الخدمة الاجتماعية مع التركيز على السياسة العامة. وقد عملت في مجالس استشارية على المستوى القومي والوطني والدولي وهي جزء من اللجنة الاستشارية العامة المشتركة للجنة نافتا للتعاون البيئي. بينما طوني بيتينا هو المؤسس الآخر للشركة منذ عام 1980، وقد شغل منصب أمين خزانة مجلس الإدارة لغاية عام 2006.

## المعتقدات والاهداف
يهدف تحالف الصحة البيئية على تعزيز مبادرات العدالة الاجتماعية والبيئية من خلال إشراك المجتمع. وبدورها تركز على السياسات التي تنطوي على الصحة العامة والاستدامة.
تهدف المنظمة إلى منع وإزالة التوزيع غير المتناسب ووضع مصادر التلوث السام في المجتمعات المحرومة. ويعمل الائتلاف على تعريف أفراد المجتمع بالمخاطر والآثار الملموسة للتلوث على نوعية الحياة من أجل تشجيع النشاط الفردي. تظن المنظمة أن للجمهور العام الحق في أن يكون على علم والمشاركة في صنع القرار الديمقراطي المحلي. بالإضافة إلى ذلك، تدعو المنظمة إلى تدخل الحكومة لإحداث تغيير في السياسات التي تهدف إلى خدمة حماية حقوق الإنسان، وايضاً الحقوق البيئية.إن هذه السياسات تستخدم لوضع قيود أكثر صرامة على نشاط الشركة لأجل زيادة المساءلة. كما يعتزم التحالف توسيع نطاق نفوذه من خلال بناء علاقات مع المنظمات الأخرى التي تشترك في إيديولوجية منظمه تحالف الصحة البيئيه. فبهذه الطريقة، تهدف المنظمة إلى العمل على المستوى المحلي والولائي والوطني في معالجة القضايا الاجتماعية والبيئية. 
أسست المنظمة نظرية التغيير الاجتماعي التي تنص على أن عملهم يجب أن يركز على إحداث تغيير دائم من خلال أيديولوجية سياسية مشتركة، ودعم نشط، وتحليل أفعالهم، وتعزيز تنظيمهم.
و تسعى المنظمة في تنفيذ مهمتها من خلال استخدام الحملات الشعبية للقضاء على عواقب التلوث الضار والاستخدام التمييزي للأراضي وسياسات الطاقة الغير المستدامة. 

## البحوث التشاركية المجتمعية
كان تحالف الصحة البيئية جزءًا من البحوث التشاركية المجتمعية (ج.ب.ف.ص) وكُلف بالمساعدة في تحديد آثار الصناعة في المدينة القديمة الوطنية، كاليفورنيا، الولايات المتحدة. كانت (ج.ب.ف.ص) دراسة حيث بحثت الروابط بين العمل الذي يركز على المجتمع ووضع السياسات. إن منظمة (ه.ح.ج) تظن أن أبحاثهم قد جهزت الطريق لحملة تركز على وسائل الإعلام لزيادة الوعي بالمشاكل التي يواجهها المجتمع. وتمكنوا من استخدام البيانات الكمية والنوعية لزيادة وعي المجتمعات. وبهذه الطريقة يحاولون إعطاء سكان البلدة القديمة فهمًا أفضل للسياسة التي تؤثر عليهم، فضلاً عن بدائل لهذه السياسات. 
مبادرات التعاون والنشاط

### -صحراء طعام المدينة الوطنية
لأكثر من عشر سنوات، عملت منظمه (ه.ح.ج) مع مجتمع المدينة القديمة في المدينة الوطنية في محاولة لتحسين الأمن الغذائي في المنطقة. لقد تم تأسيس المنطقة على أنها صحراء غذائية تُعرف بأنها «جزء من البلد المتغذى من الفواكه الطازجة والخضروات وغيرها من الأطعمة الصحية الكاملة». وقد عبر سكان المدينة عن مشاعرهم وآرائهم حول نقص الغذاء الصحي والمتوفر بسهولة. وبسبب وضعهم الصحراوي الغذائي، فإن السكان عرضة للأمراض والسمنة. في جميع أنحاء سان دييغو، تتمتع المدينة الوطنية بأعلى معدل للنوبات القلبية، وبالتعاون مع المنظمة (ه.ح.ج)، تواصل المجتمع مع المسؤولين لإنشاء حديقة لمكافحة انعدام الأمن الغذائي الموجود داخل المدينة. وقد تم اعتبار الحديقة المجتمعية كخيار لمكافحة انعدام الأمن الغذائي. تعتزم المنظمة تكملة العمل مع المدينة القديمة حتى يصبح لديهم وضع صحراوي غذائي.

#### -قانون شاحنة باريو لوجان
في عام 2018، حققت المنظمة هدفها المتمثل في الهواء النظيف والصحة العامة في باريو لوجان عن طريق تقليل نشاط الشاحنات الثقيلة المتكرر في الشوارع المجاورة. وقبل تمرير المرسوم بالإجماع، تعامل سكان باريو لوغان مع تلوث الهواء والضوضاء المستمر. وقد شارك سكان بوسطن أفينيو في باريو لوغان في مسح مروري، أظهر أن ما يصل إلى تسعة وخمسون مركبة ثقيلة ستقود إلى بوسطن أفينو في غضون ساعتين محددتين.
ترأس ديفيد ألفاريز، رئيس لجنة البيئة في سان دييغو، الجهود المبذولة للحد من الآثار التي تسببها الآلات التي تعمل بالديزل. وعلى الرغم من أن السياسة كانت سارية لبعض الوقت، إلا أنها لا تمنع حاليًا استخدام شاحنات الديزل في جميع الشوارع. إن هذا لا يزال يترك الهياكل مثل المدارس ودور التقاعد، والمناطق السكنية في خطر التعرض للملوثات الضارة مثل الجسيمات الدقيقة. وقد دعت المنظمة إلى تطبيق عقوبات أكثر صرامة وإنفاذ للرجوع إليها في المستقبل. يوصون طريق شاحنة.

#### -مبادرة الحفاظ على أرويو ألامار
ينبع نهر أرويو ألامار من مقاطعة سان دييجو الشرقية وهو أحد آخر الأماكن الساخنة للحياة البرية المحلية في تيخوانا8. إن الانبعاثات البشرية أدت إلى انخفاض التنوع البيولوجي، بما في ذلك فقدان موائل الطيور المائية والثدييات والحياة البحرية والبرمائيات والقشريات8. وتشتهر المنطقة أيضًا بالحفاظ على جودة الهواء داخل المنطقة المحيطة نظرًا للمساحات الخضراء القليلة الموجودة هنا 8. وتعمل المنظمة على الحفاظ على الأرض ومنع المزيد من البناء وتدمير الموائل من خلال استضافة جولات تثقيفية للمجتمع من أجل توليد الوعي العام8.

## مبادرات الصحة والعدالة البيئية المركزة

### -الجسيمات الدقيقة في أبخرة أداة تنسيق الحدائق
يعاني العديد من عمال تنسيق الحدائق في كاليفورنيا من نوبات الصداع النصفي التي يعتمدونها لاستنفاد عوادم المنافيخ التي تعمل بالغاز أو جزازات العشب، إلخ. في حين أن ولاية كاليفورنيا صارمة بشأن لوائح جودة الهواء، فإن بعض الآلات التي تعمل بالغاز تبقى غير منظمة. ويبدو أن هناك القليل من الضغط من الحكومة لفرض سياسات الهواء النقي بشده. بالإضافة إلى ذلك، هناك القليل من البحث حول هذا الموضوع. ف يُزعم أن بعض الآلات يتم تحديثها وأكثر أمانًا ولكنها لا تزال تنبعث منها جزيئات دخان وغازات خطرة. لقد ذكرت وكالة حماية البيئة أن مستويات التلوث من هذه الآلات هي على نفس مستوى بعض سيارات السيدان، ويمكن أن تكون ضارة أو أكثر مثل السيارات بحلول ال202017. ويمكن لبعض هذه الآلات أن تنبعث منها جزيئات أصغر من 0.1 ميكرون في الحجم . إن جسيمات مثل هذه يمكن أن تسبب السرطان وأمراض الرئة، وهي ايضاً غير منظمة من قبل الحكومة. وتتوفر أقنعة لهذه الجسيمات والأبخرة ولكن قد لا تكون متاحة بسهولة للعاملين في المجتمعات الفقيرة وبعض الأقنعة لا تقي من بعض الأبخرة الأكثر ضررًا مثل البنزين. تساند المنظمة حاليًا عمال تنسيق الحدائق في تقديم التشريعات إلى حكوماتهم المحلية.

#### -تنظيف التلوث بالرصاص في مدرسة سان دييغو
يعد تلوث الرصاص في المدارس قضية شائعة في مقاطعة سان دييجو، كاليفورنيا. وكانت هناك الكثير من المدارس في مجتمع لاتيني بشكل رئيسي لم تكن على علم بوجود الرصاص في شبكات المياه الخاصة بهم. أما بالنسبة للأطفال والبالغين الذين تعرضوا للخطر واصيبو، فليس هناك الكثير الذي يجب القيام به طبيًا بشأن التسمم بالرصاص. إن هؤلاء الأطفال والبالغين معرضون لخطر تلف الدماغ، وقدرات التعلم البطيئة، والمشاكل السلوكية السيئة.  بالإضافة إلى المدارس، تعاني المنازل في هذا المجتمع أيضًا من مشكلة تواجد الرصاص في الماء والطلاء والألعاب وما إلى ذلك. حيث تعلم منظمه (ه.ح.ج) والمقيمين أن هذا الأمر سائد لأن معظم مباني الأحياء بنيت قبل عام 1978.  كانت المنظمة مسؤولة عن التحقيق والسيطرة على الأضرار في تفشي التسمم بالرصاص. وأخطروا السكان بالمخاطر الطبية، وقد أوصوا بطرق الكشف عن الرصاص.

#### مبادرات السياسة المحلية باريو لوجاان
باريو لوجاان هو حي في سان دييغو يتركز مع مرافق النفايات وإعادة التدوير، والطريق السريع الذي يمر عبره، وخطة المدينة القديمة. يقوم مجتمع باريو لوجاان بإخطار الحكومة المحلية بهذه القضايا بمساعدة منظمه تحالف الصحة البيئيه. لقد طور مكتب تقييم مخاطر الصحة البيئية ووكالة حماية البيئة أسلوبًا للفحص يسمى (شاشة كاليفورنيا البيئيه 3.0)وقرر أن باريو لوجاان لديه عدد غير متناسب من مصادر التلوث في جوارهم. لقد صاغ مخططو المدن والحكومة المحلية خطة جديدة، متجاهلين أفكار ومدخلات المجتمعات. وصوت الحي ضد نسخة مخططي المدينة، لذلك لم يتم التوصل إلى قرار وبقيت خطة المدينة من عام 1978.و ما زالوا يبذلون جهودًا لاكتساب الزخم لخطتهم لسنة 2013. وحتى الآن ما زالوا يحاولون التوصل إلى حل.

##### -مشروع التفتيش على الرصاص من المجتمع المحلي
تتمتع مقاطعة سان دييغو بتاريخ مرتفع من الانبعاثات. حيث يأتي معظم تلوثها من النباتات والسيارات المادية. إن المدينة أبلغت عن انخفاض انبعاثاتها من الثمانينيات حتى الوقت الحاضر. ولا تشمل الانبعاثات المتعقبة الديزل بسبب اختلافات المراقبة، لكن المقاطعة لا تزال تشرف على أكثر من ثلاثة آلاف منشأة تنبعث منها نوعًا من تلوث الهواء. تشمل هذه المرافق مصانع المحركات ومحلات هياكل السيارات والمنظفات الجافة ومحطات الوقود. ويطلب كل عامين مرافق عالية الانبعاثات لإرسال تقارير عن انبعاثاتها لتتبع أي تغييرات. كما قام مكتب الدولة لتقييم مخاطر الصحة البيئية بتغيير معاييره لتشمل النساء والأطفال الصغار. وترسل المقاطعة إشعارات للمقيمين في حالة تغيرات الانبعاثات حتى لو لم تكن ضارة حاليًا. فإنهم بالفعل يبذلون جهدًا لإبقاء الناس على علم بما يجري في بيئتهم.